# 그랜드바사주

그랜드바사주

그랜드바사주(영어: Grand Bassa County)는 라이베리아 중서부에 위치한 주로 주도는 뷰캐넌이며 면적은 7,936km2, 인구는 224,839명(2008년 인구 조사 기준), 인구 밀도는 28.3명/km2이다. 북서쪽으로는 마르지비주, 북쪽으로는 봉주, 동쪽으로는 님바주, 남쪽과 동쪽으로는 리버세스주와 접하며 서쪽으로는 대서양과 접한다. 8개 구를 관할한다.